# 庞贝城的末日
《庞贝城的末日》（The Last Day of Pompeii）是俄罗斯画家卡尔·布留洛夫的一幅大型历史画，创作于1830–1833年，主题为公元79年維蘇威火山喷发。它以介于新古典主义（当时俄罗斯的主流风格）和浪漫主义之间的定位而闻名，后者在法国越来越流行。这幅画几乎得到了全世界的赞誉，使布留洛夫成为第一位享有国际声誉的俄罗斯画家。在俄国，这被视为证明了俄罗斯艺术与欧洲其他地区的艺术一样优秀。它启发了爱德华·布尔沃·利顿写出世界著名的小说《庞贝城的末日》，然而，法国和俄罗斯的评论家都指出，古典模型的完美身体，似乎与他们的绝望处境和绘画总体的浪漫主义主题（大自然的崇高力量毁灭人类作品）不符。
布留洛夫说，他参照了拉斐尔的大型作品《雅典学院》（1509-1511），才完成这幅作品。

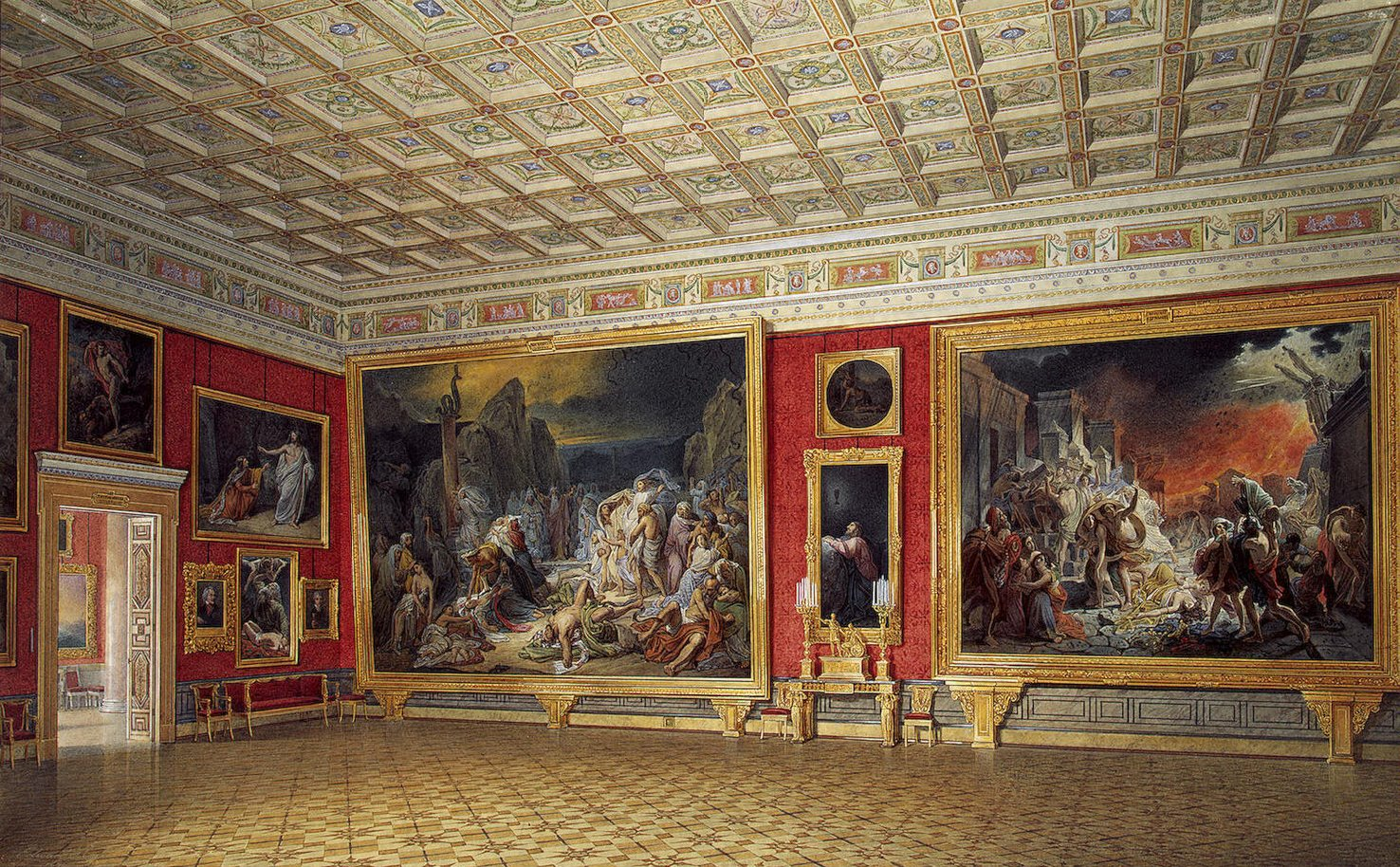
爱德华·豪：《庞贝城的末日》与费奥多·布鲁尼的《摩西与铜蛇》 (1840) 在埃尔米塔日博物馆，1856，水彩画

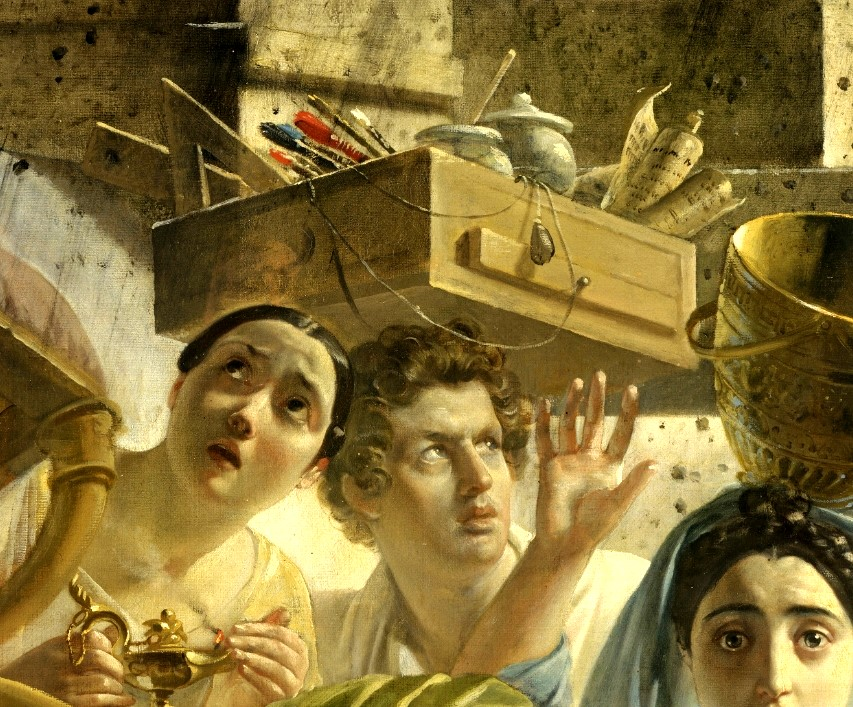
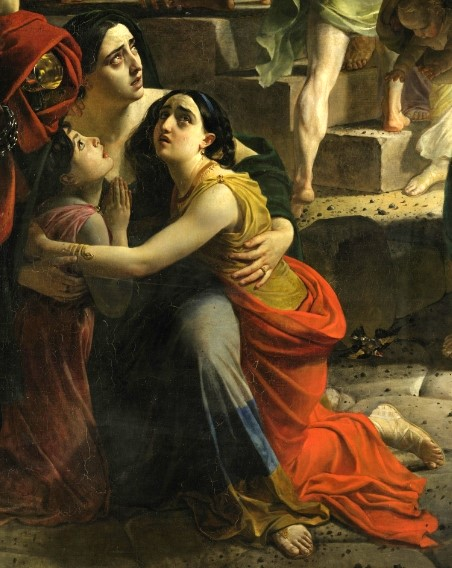
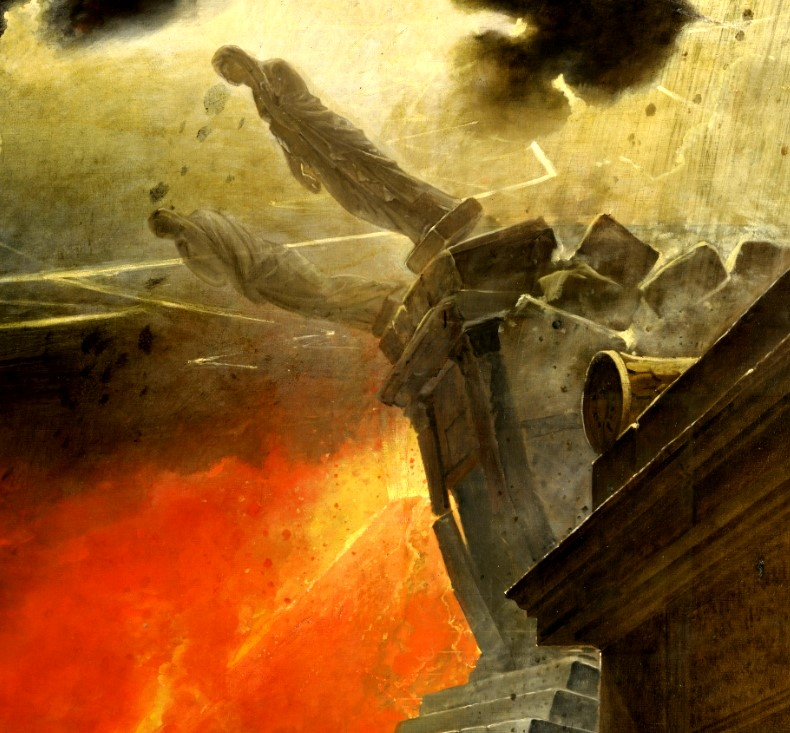
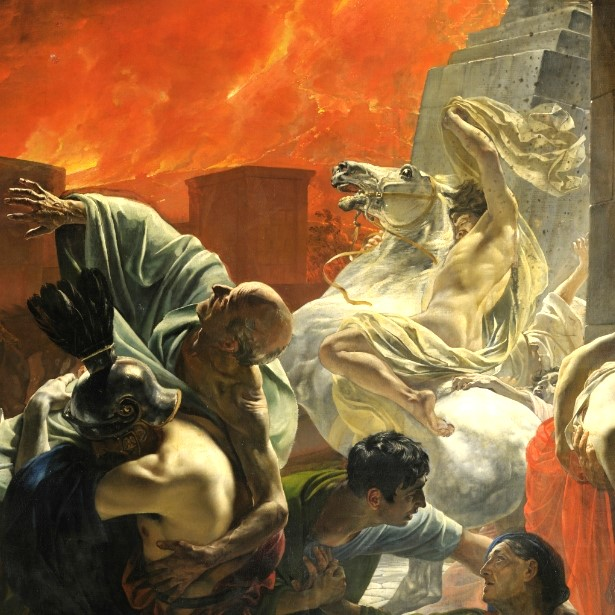
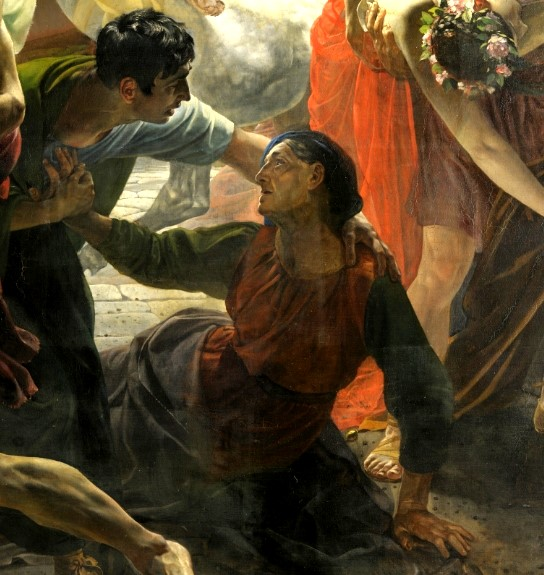
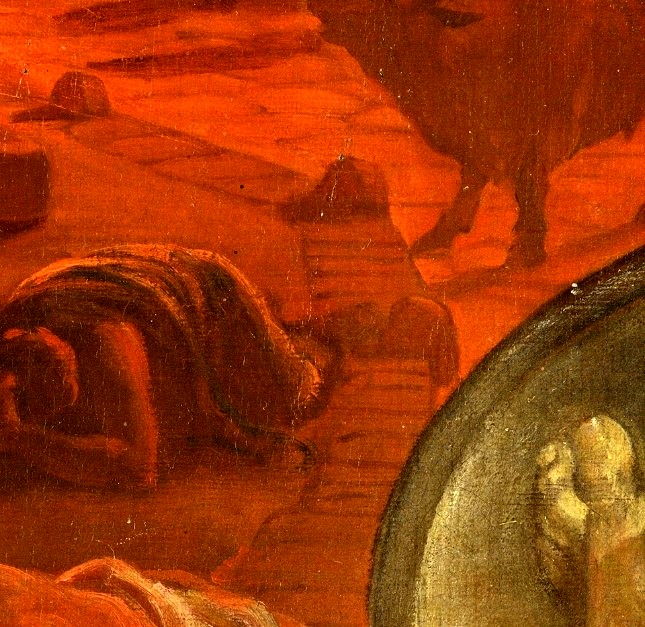
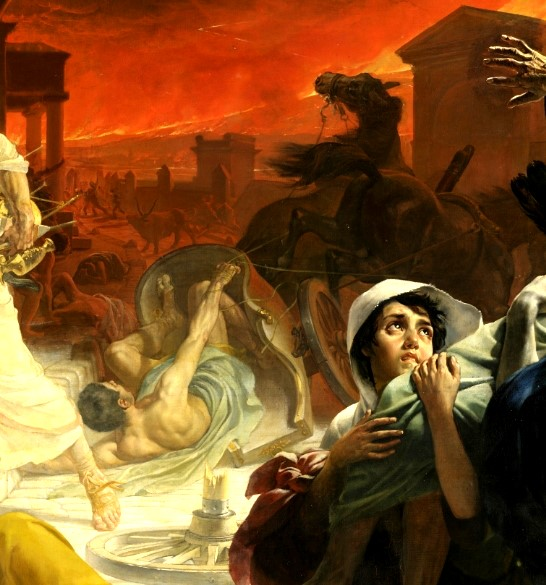